# Малыгин, Алексей Александрович
Алексей Александрович Малыгин — российский педагог и управленец, доктор педагогических наук, доцент, ректор Ивановского государственного университета (2020—н. в.).

## Биография
В 1998—2003 годах обучался на математическом факультете Ивановского государственного университета (ИвГУ).
В 2001—2014 годах работал в Ивановском государственном химико-технологическом университете (ИГХТУ): с 2002 года являлся старшим преподавателем, с 2004 года — руководителем Центра тестирования, позднее — доцентом кафедры высшей и прикладной математики.
В 2005—2009 годах обучался в аспирантуре на кафедре педагогических измерений Исследовательского центрп проблем качества подготовки специалистов при Московском институте стали и сплавов (МИСиС).
В 2007—2012 годах являлся директором Межвузовского центра международного сотрудничества и академической мобильности при ИвГУ.
В 2011 году в Новгородском государственном университете защитил диссертацию и получил учёную степень кандидата педагогических наук по специальности «Теория и методика профессионального образования».
С 2014 года работает в ИвГУ: являлся начальником управления образовательных программ, руководителем образовательной программы бакалавриата «Психология образования». В 2017—2022 годах являлся проректором по образованию. В 2020 году назначен врио ректора, в том же году избран ректором 56 голосами из 60. В 2022 году избран председателем Совета ректоров вузов Ивановской области.

## Научно-педагогическая деятельность
Научные интересы — педагогические измерения. Является автором не менее 97 научных статей, в том числе 85 статей в РИНЦ, 32 статей в журналах из списка ВАК и статей в ядре РИНЦ. Индекс Хирша по РИНЦ — 10, по ядру РИНЦ — 4.
Избранные научные статьи:
- Dorozhkin E.M., Chelyshkova M.B., Malygin A.A., Toymentseva I.A., Anopchenko T.Y. Innovative Approaches to Increasing the Student Assessment Procedures Effectiveness // International Journal of Environmental and Science Education. 2016. Т. 11. № 14. С. 7129-7144.
- Звонников В. И., Челышкова М. Б., Малыгин А. А. Адаптивное тестирование в дистанционном обучении // Высшее образование сегодня. 2012. № 6. С. 7-10.
- Малыгин А. А. Современные форматы образовательного тестирования // Высшее образование сегодня. 2018. № 6. С. 15-18.
- Малыгин А. А. Адаптивное тестирование учебных достижений в дистанционном обучении // Материалы VII Международной научной конференции. 2011. С. 683—685.
- Семенова Т. В., Сизова Ж. М., Малахова Т. Н., Малыгин А. А., Челышкова М. Б., Князева С. А. Интерактивные множественные кейсы в аккредитации специалистов здравоохранения // Медицинский вестник Северного Кавказа. 2019. Т. 14. № 1-1. С. 118—121.
- Малыгин А. А., Щаницина С. В. Современная теория тестов как теоретическая основа современных подходов к оцениванию результатов обучения // Известия высших учебных заведений. Серия: Гуманитарные науки. 2012. Т. 3. № 4. С. 324—327.
- Звонников В. И., Малыгин А. А., Челышкова М. Б. Оценивание в высшем образовании: от линейности к адаптивности // Известия высших учебных заведений. Серия: Гуманитарные науки. 2014. Т. 5. № 2. С. 166—171.

Организовывал курсы по подготовке преподавателей по программе «Теория и практика педагогического тестирования» в ИГХТУ. Вёл курсы курсы «Образовательные стандарты и программы», «Оценивание в образовании», «Основы педагогических измерений», «Современные образовательные технологии», «Математика» в ИвГУ.